# プリモゲ (駆逐艦)
プリモゲ（フランス語：Primauguet, D 644）は、フランス海軍のジョルジュ・レイグ級駆逐艦5番艦。艦名は15世紀のブルトン人提督エルヴェ・ド・ポルツモゲールに由来し、この名を受け継いだフランス軍艦としては6代目にあたる。
本艦以降のF70型駆逐艦は電子兵装が追加更新され、排水量も増加している。

## 艦歴
「プリモゲ」は、DCNブレスト工廠で建造され1981年11月17日に起工、1984年3月17日に進水、1986年11月5日に就役する。
1986年1月25日にサン＝ルナン（fr:Saint-Renan）と命名都市の関係を結ぶ。「プリモゲ」はブレストに配備され対潜戦を主任務とし海洋における諸任務に当たる。
2000年9月から11月まで北大西洋においてアメリカ合衆国海軍との合同訓練ユニファイド・スピリット演習に参加する。2002年4月にはF70型駆逐艦の構造的問題により亀裂の修理をする。2003年1月から5月にかけてアラビア海に展開し海上自衛隊から洋上補給も受けている。
2009年5月8日に戦勝64周年記念の観艦式に参加し、6月にはインド海軍と合同演習を実施する。